# Grandchamp (Sarthe)
Grandchamp ist eine französische Gemeinde mit 141 Einwohnern (Stand: 1. Januar 2022) im Département Sarthe in der Region Pays de la Loire; sie gehört zum Arrondissement Mamers und zum Kanton Sillé-le-Guillaume. Die Einwohner werden Grandchampenois genannt.

## Geographie
Grandchamp liegt etwa 33 Kilometer nördlich von Le Mans im Tal der Bienne. Umgeben wird Grandchamp von den Nachbargemeinden Rouessé-Fontaine im Norden und Westen, Louvigny im Nordosten, Thoiré-sous-Contensor im Osten sowie Chérancé im Süden und Südwesten.

## Bevölkerungsentwicklung
| 1962                      | 1968 | 1975 | 1982 | 1990 | 1999 | 2006 | 2013 |
| ------------------------- | ---- | ---- | ---- | ---- | ---- | ---- | ---- |
| 194                       | 195  | 151  | 133  | 134  | 146  | 169  | 159  |
| Quelle: Cassini und INSEE |      |      |      |      |      |      |      |

## Sehenswürdigkeiten
- Kirche Notre-Dame aus dem 19. Jahrhundert

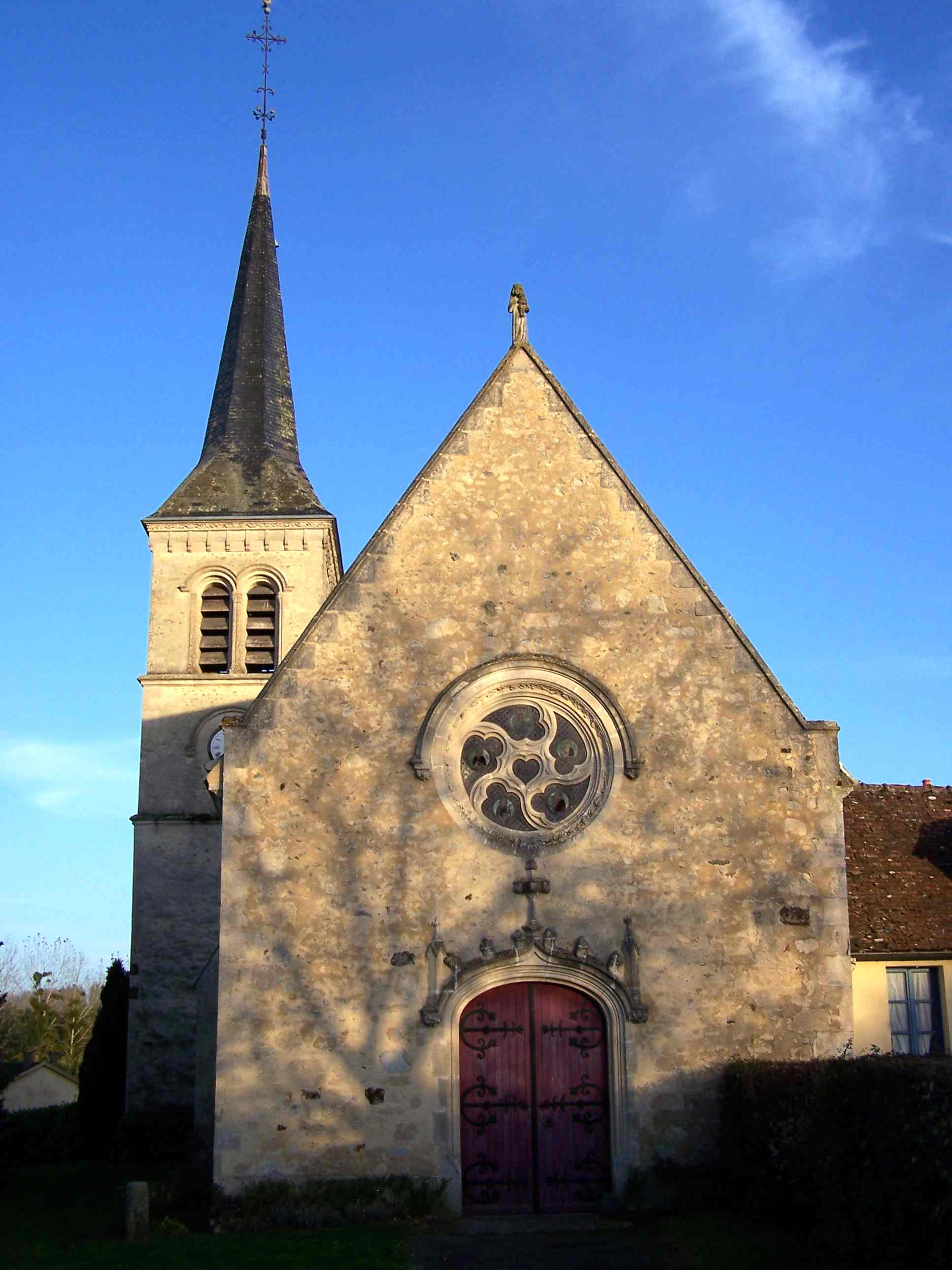
Kirche Notre-Dame